# Gunturharjo
Gunturharjo is een bestuurslaag in het regentschap Wonogiri van de provincie Midden-Java, Indonesië. Gunturharjo telt 2937 inwoners (volkstelling 2010).